# حوزه انتخابیه هشتم واشینگتن
حوزه انتخابیه هشتم واشینگتن یک حوزه انتخابیه مجلس نمایندگان آمریکا است که در ایالت واشینگتن قرار دارد.